# عبدآباد (شیروان)
عبدآباد روستایی در دهستان زوارم بخش مرکزی شهرستان شیروان استان خراسان شمالی ایران است. مردم روستای عبدآباد به زبان ترکی خراسانی سخن می‌گویند.

## جمعیت
بر پایه سرشماری عمومی نفوس و مسکن در سال ۱۳۹۵ جمعیت این مکان ۶۸۹ نفر (۲۲۰خانوار) بوده‌است.